# North Wootton (Somerset)
Pour les articles homonymes, voir North Wootton.
North Wootton est une paroisse civile et un village du Somerset, en Angleterre.